# Теория унтертонов

Унтертоновый ряд Эттингена-Римана. Минорное трезвучие образуется сочетанием первого (g^{2}), третьего (c^{1}) и пятого (es) унтертонов. «Фоническим обертоном», или «фоническим центральным тоном» (phonischer Oberton, phonischer Zentralton, ср. Основной тон) объявляется верхний тон (квинта) минорного трезвучия

Теория унтерто́нов (нем. Unterton букв. нижний тон/звук; англ. undertone, subharmonic) в музыкально-акустическом учении Артура фон Эттингена и Гуго Римана — представление о звукоряде, в котором последовательность звуков обратна последовательности обертонов (гармоник) натурального звукоряда. Теория унтертонов была призвана объяснить минорное трезвучие как природный феномен. С помощью противопоставления мажорного трезвучия, которое выводилось из натурального звукоряда, минорному (выведенному из унтертонового звукоряда) «акустически» обосновывался «гармонический дуализм» (нем. harmonischer Dualismus) мажорно-минорной тональности.

## Краткая характеристика
Имя гармонический унтертон (harmonischer Unterton) ввёл Герман Гельмгольц (1863), обозначая основной тон источника звука, содержащего в спектре обертон, идентичный основному тону резонатора
.
Гармонические унтертоны (harmonische Untertöne) изучал также Эттинген. Риман сделал их опорой учения о гармонии в 1870-80 гг, представив их как натуральный унтертоновый ряд (Untertonreihe), дополняя натуральным обертоновым рядом (Obertonreihe). Он твёрдо заявил:

Как бы то ни было, даже если все авторитеты мира выйдут и скажут «мы ничего не слышим», я буду вынужден ответить им: «я слышу нечто и действительно нечто очень чёткое».
Оригинальный текст (нем.)
Wie dem auch sei und wenn alle Autoritäten der Welt auftreten und sagen "wir hören nichts", so muss ich ihnen doch sagen: "ich höre etwas und zwar etwas sehr deutliches".
— Г. Риман 
когда слышимость унтертонов была поставлена под сомнение.
В 1905-м, в обширной статье «Проблема гармонического дуализма» Риман открыто признал, что псевдо-логика ряда унтертонов, выстроенного из ряда обертонов, длительное время его дурачила (нем. getäuscht), что отразилось в первых теоретических трудах по гармонии.
К концу жизни Риман по-прежнему придерживался гармонического дуализма, но двойственность обер/унтертоновых звукорядов пояснял скорее психофизическими причинами, чем акустическими, что хорошо заметно в его поздней (1914) статье «Ideen zu einer Lehre von den Tonvorstellungen»:

Сущность мажорного консонанса — в простейших отношениях возрастания скорости колеблющегося тела (Schwingungsgeschwindigkeit), сущность же минорного консонанса — в простейших отношениях увеличения колеблющейся массы (schwingende Masse) — длины звуковой волны, длины струны и т. д.
— Г. Риман 
Эту перемену в воззрениях Римана исследователи объясняют влиянием на него тон-психологии (Tonpsychologie) Карла Штумпфа .
Схожую с Риманом музыкально-акустическую теорию, где с помощью «субгармонического резонанса» (фр. résonnanse harmonique inférieure) обосновывалась «природность» минорного трезвучия, выдвигал в конце XIX века французский композитор и педагог Венсан д'Энди.

## Востребованность
Унтертоновая теория ныне признана достаточно ценной, хотя унтертоновый ряд как физическая действительность не очевиден.
«Отвергнутый в науке, вздорный эксперимент Римана продолжает жить в качестве анекдота, который рассказывают и пересказывают бессчётное количество раз на уроках музыкальной теории». Однако слово унтертон (нем. Unterton, англ. undertone, также англ. subharmonic) закрепилось за разностным комбинационным тоном, который может возникать из-за нелинейных искажений в результате смешивания двух или более звуков (особенно если эти звуки громкие и незатухающие). Поскольку известно, что высоту
со́звука

выражает не только фундаментал,
но и резидуум,
то в содержимом любого со́звука у каждого обертона есть не менее одного унтертона с высотой фундаментала со́звука.
Ещё в начале XX века Ф. Крюгер (1901) утверждал, что даже если унтертоны как акустическое явление существуют, они лежат за пределами способности слухового восприятия человека. В 1927 г. Б. ван дер Поль впервые создал экспериментальный колебательный контур, позволявший слышать унтертоны. Унтертоны на электромеханическом инструменте (предшественнике синтезатора) траутониуме воплотил немецкий инженер и органист Фридрих Траутвейн (1930). В развитие идеи траутониума в послевоенной ГДР был создан траутониум с клавишной механикой и электронными генераторами, так называемый субхаркорд (Subharchord).
Низкочастотные призвуки (унтертоны во втором значении) наблюдают также в колоколах, в больших камертонах, в горловом пении и т. д. На органе унтертоны извлекаются сочетанием двух разнонастроенных труб. П.Хиндемит в своём трактате «Unterweisung im Tonsatz» (1937) объяснял низкочастотные разностные тоны на органах практической необходимостью:

Поскольку лабиальные трубы из-за своего размера очень дороги и не везде доступны, то, чтобы не отказываться от самых низких звуков в маленьких органах, органостроители берут две более высокие [по звучанию] (и более маленькие) трубы, которые в одновременном звучании издают, образуя комбинационный тон (Kombinationston), требуемый [низкий] звук.— Хиндемит. Наставление в композиции
Такой разностный тон в органостроении получил типологическое обозначение «акустический бас» (англ. acoustic bass), или «результантный бас» (англ. resultant bass).